# Gode herde, led och bär oss
Gode herde, led och bär oss är en psalmtext av den engelska psamförfattaren Dorothy Ann Thrupp. Texten översattes till svenska av Erik Nyström. Den har fyra 8-radiga verser utan refrängtext, men sista raden sjungs i repris.
Det engelska originalets titelrad är Savior, like a shepherd lead us. Psalmen skrevs 1836, tonsattes av William Bradbury och publicerades första gången 1859 i söndagsskolsångboken Oriola

## Publicerad i
- The Church Hymn book 1872 som nr 1313 med författare "Anon. 1850"
- Sånger till Lammets lof 1877 som nummer 88 med hänvisning till Psaltaren 23:1 i Bibeln.
- Hemlandssånger 1891, som nummer 302 med repris av två sista raderna i varje vers, "Dyre Jesus..." med olika melodi, som i engelska originalet. Rubrik "Högtiderna".
- Herde-Rösten, 1892, som nr 97 under rubriken "Bön."
- Svensk söndagsskolsångbok 1908, som nr 136 under rubriken "Böne- och lovsånger". Vers 3 inte medtagen.
- Svenska Missionsförbundets sångbok 1920 som nr 384 under rubriken "Bönesånger".
- Sionstoner 1935 som nr 31 under rubriken "Inledning och bön".